# Луково (точка)

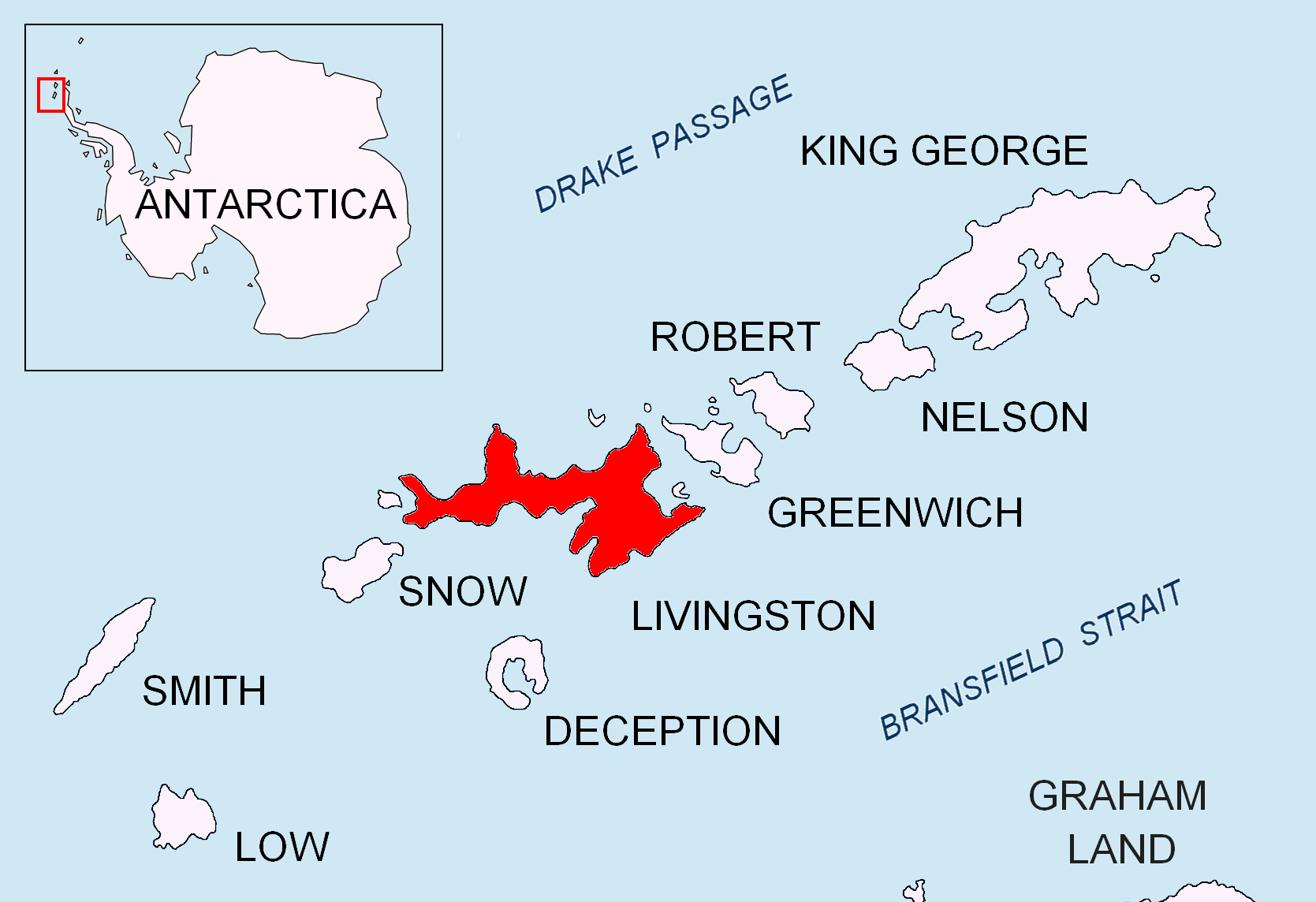
Розташування острова Лівінгстон на Південних Шетландських островах

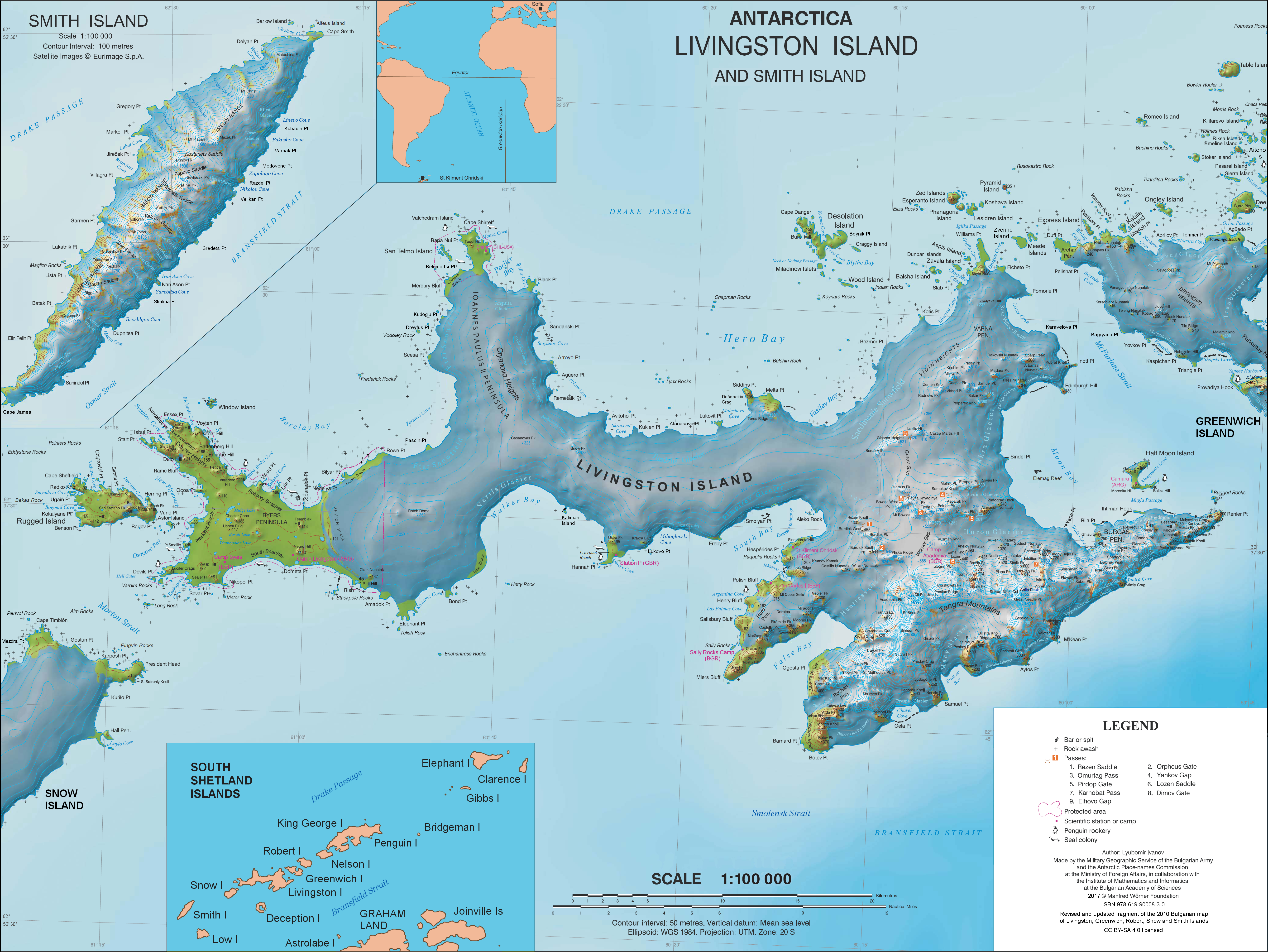
Топографічна карта острова Лівінгстон

Точка Луково (болг. нос Луково) - переважно незамерзаючий пункт на північно-західному узбережжі південної затоки на острові Лівінгстон, Антарктида. Її долає Кракра Блаф на півночі.
Цей об’єкт названий на честь поселень Луково в Західній Болгарії та Горно (Верхнє) та Долно (Нижнє) Луково в Південній Болгарії.

## Розташування
Точка Луково знаходиться за координатами 62°38′38.7″ пд. ш. 60°33′24″ зх. д. / 62.644083° пд. ш. 60.55667° зх. д., що становить 1,8 км на північний схід від скелі Алдан, 3.15 км на схід-північний схід від мису Ханна, 5 км на захід-південний захід від точки Еребі та 10,5 км на північний захід від Міерс-Блаффа. Британське картографування у 1968 році та болгарське у 2005, 2009 та 2017 роках.

## Карти
- Л. Л. Іванов та ін. Антарктида: острів Лівінгстон та острів Гринвіч, Південні Шетландські острови . Масштаб 1: 100000 топографічної карти. Софія: Комісія Болгарії з антарктичних назв, 2005
- Л. Л. Іванов. Антарктида: острови Лівінгстон та Гринвіч, Роберт, Сноу та Сміт [Архівовано 24 квітня 2008 у Wayback Machine.] . Масштаб 1: 120000 топографічної карти. Троян: Фонд Манфреда Вернера, 2009.
- Антарктична цифрова база даних (ADD). [Архівовано 5 березня 2017 у Wayback Machine.] Масштаб 1: 250000 топографічної карти Антарктиди. Науковий комітет з антарктичних досліджень (SCAR). З 1993 року регулярно модернізується та оновлюється

## Зовнішні посилання
- Луківський пункт. [Архівовано 15 лютого 2020 у Wayback Machine.] Супутникове зображення Copernix

Ця стаття використовує інформацію з Антарктичної комісії з географічних назв Болгарії, яка використовується з дозволу.